# Swarovski

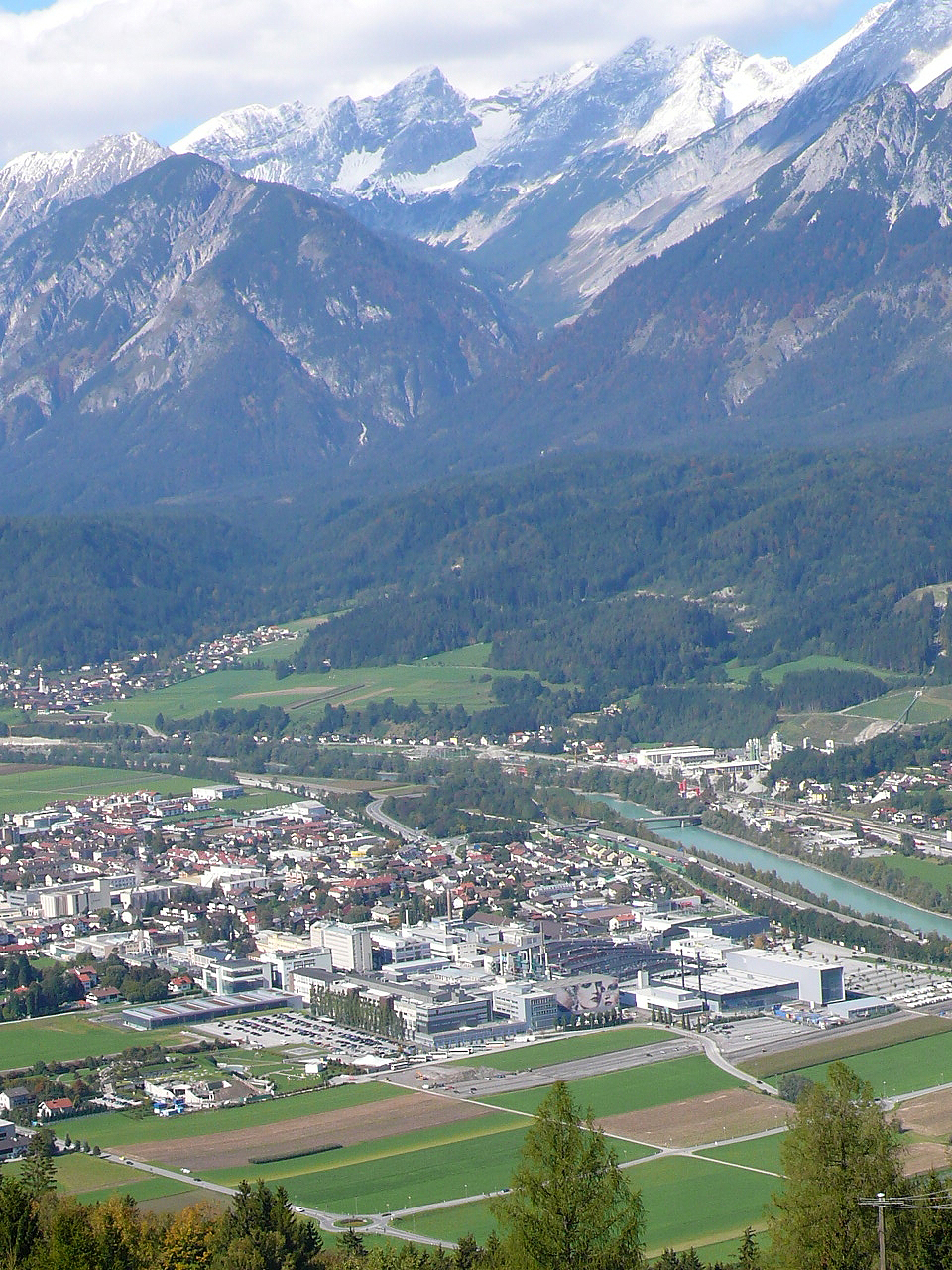
Le siège de l'entreprise à Wattens (Tyrol).

Swarovski est le nom de marque de composants en cristal qui sont produits par les entreprises appartenant à Swarovski International Holdings. Très connue en France sous le nom de « strass », le cristal Swarovski.

## Historique

### Un groupe familial séculaire

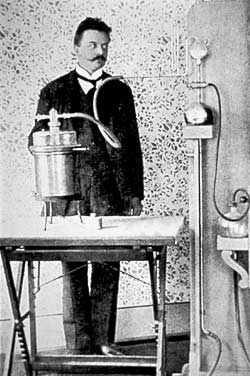
Daniel Swarovski en 1891.

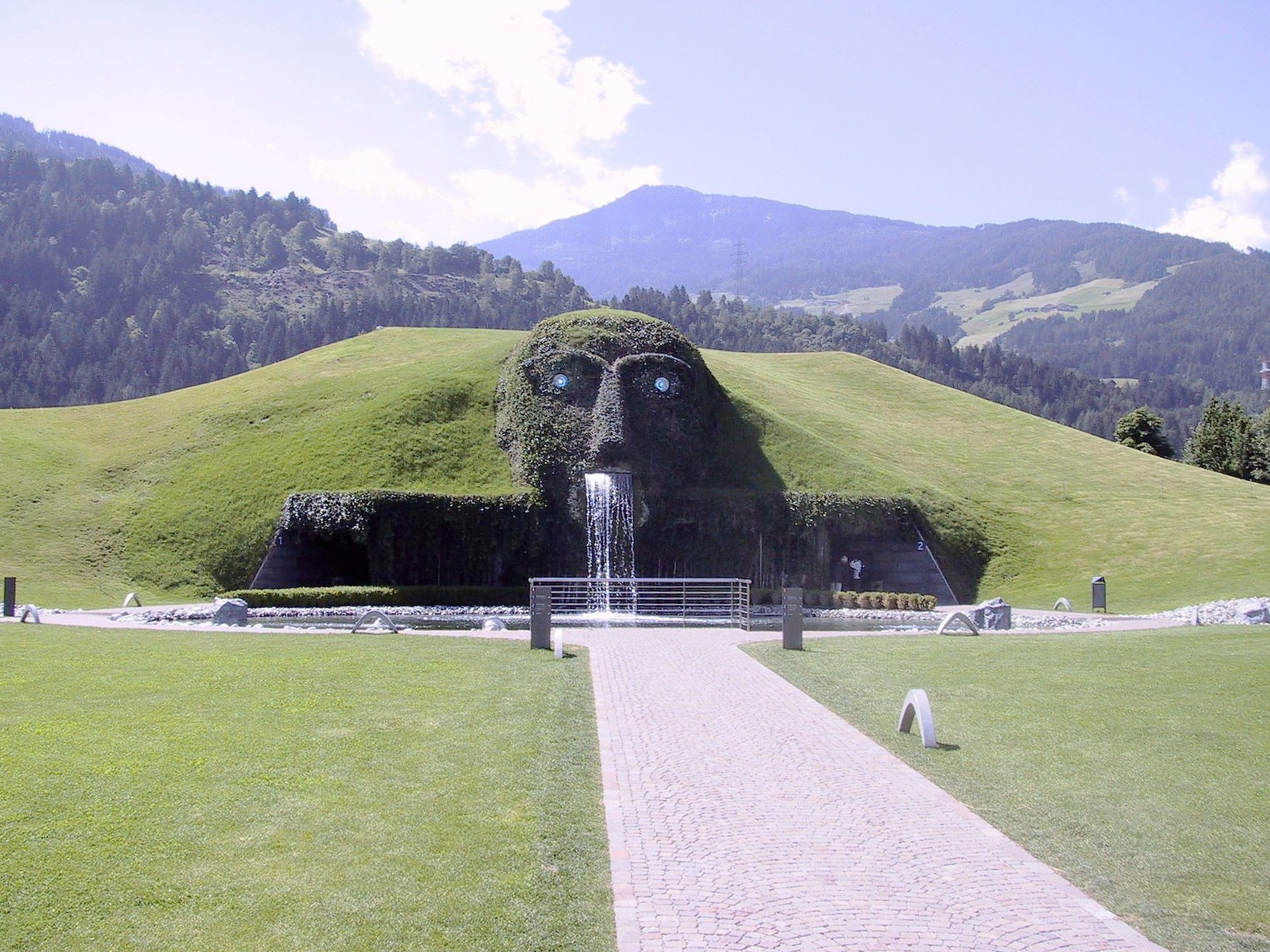
Entrée des « Mondes du cristal » (Kristallwelten) à Wattens.

L'entreprise est créée en 1895 par Daniel Swarovski, et son siège social est situé à Wattens, dans le Tyrol, près d'Innsbruck en Autriche. Rapidement, Daniel Swarovski se fait remarquer par l'inventeur de la haute couture, Charles Worth. Daniel s'équipe de la première machine servant à tailler finement le cristal. Lors de l'Exposition universelle de 1900, Worth, ainsi que Paquin, qui sont présents avec de nombreux autres couturiers de l'époque dans un Pavillon réservé à la couture, présentent des robes ornées de cristaux Swarovski. En 1907, les Sœurs Callot réalisent une robe de théâtre avec un cristal bleu nuit.
En 1919, l'entreprise dispose de son propre cristal avec un polissage particulier. Dans les Années folles, la mode des garçonnes popularise les strass Swarovski afin d'embellir les nouvelles robes courtes de l'époque qui utilisent couramment paillettes, perles et cristaux. Ces strass seront repris après la crise de 1929 par les couturières ; Lanvin, Chanel ou Schiaparelli les utilisent avec parcimonie dans leurs créations,.
Après la Seconde Guerre mondiale, ce sont les couturiers Fath et Balenciaga avec leurs bijoux, ou Dior plus tard, qui accaparent les cristaux de la marque pour faire scintiller leurs robes. Swarovski ira jusqu'à créer une teinte spécifiquement pour Dior.
En 1962, pour l'anniversaire du président Kennedy, Marilyn Monroe porte une robe fourreau couverte par Swarovski,.
À partir des années 1980, de nombreux autres couturiers inséreront les cristaux Swarovski dans leurs créations.
Durant les années 2000, la marque améliore son image et celle de ses produits ; Isabella Blow contribue depuis un moment à cela. « Pour la marque, il s'agit de faire du luxe. Ou plutôt « nouveau luxe », comme l'explique Nicolas Houdoux, c'est-à-dire des choses scintillantes et qui semblent chères, mais à des prix abordables ».
Le groupe possède aujourd'hui plus de 2 200 boutiques dans 120 pays, dont 96 ont été ouvertes en 2008. L'effectif global dépasse 26 000 personnes, dont 6 700 à Wattens, dans la vallée du Tyrol (Autriche) où il est le premier employeur. En 2007, le CA atteignait 2,66 milliards d'euros, soit le double d'il y a dix ans, grâce à la vente de cristal (80 %) et de verres d'optique (20 %). Le logo de Swarovski était l'edelweiss jusqu'en 1989, où il a été remplacé par le cygne. Ce logo est présent sur chaque création en gravure ou en sablage, bijou ou sculpture, gage d'authenticité et de technicité. Le catalogue propose actuellement 24 000 produits. 
Dès 2006, Nathalie Colin prend la tête de le direction artistique qu'elle assurera pendant 14 ans,.
L'été 2008 a été pour le groupe Swarovski celui de la reconnaissance d'une situation de crise sans précédent. La conjoncture économique internationale ainsi que des difficultés à renouveler les concepts qui ont fait les succès passés expliquent la perte de dynamisme. La concurrence des nations émergentes devient très forte. L'aggravation de la crise préfigure sans doute une restructuration plus profonde, même si un affermissement du dollar face à l'euro serait une bonne nouvelle. Officiellement, un CA atteignant 3 milliards d'euros dans le cristal en 2012 reste l'objectif stratégique.
- Les effectifs employés dans la vallée du Tyrol vont diminuer en 2 temps, de 447, puis 290 postes avant la fin de l'année 2008.
- La mise en place d'une stratégie de développement de licences, dont celle pour la ligne Hugo Boss bijoux (2008)
- Entre 2008 et 2010, la présidence développe une réflexion globale sur une réorganisation du groupe, ainsi que la planification de délocalisations, vers la Chine, l'Inde ou le Vietnam.

Fondé en 1895, l'atelier Swarovski est devenu un géant du secteur du cristal, développant une stratégie commerciale destinée à faire assimiler des créations peu coûteuses à d'authentiques bijoux à la mode, jusqu'à l'idée de broderies de strass par « cristaux Swarovski » dans les ateliers de confection.
En novembre 2020, le PDG de la société Robert Buchbauer, arrière-arrière-petit fils du fondateur Daniel Swarovski, afin de réagir à la chute des ventes d'un tiers pendant la pandémie de Covid-19 ainsi qu'à un essoufflement antérieur du modèle commercial de Swarovski, propose une restructuration générale de l'entreprise. Celle-ci inclut la possibilité de lever des capitaux en entrant en bourse ou en accueillant un partenaire, ainsi que le licenciement de 6000 employés, soit 20% des effectifs, et le recentrage de l'activité sur des pièces plus haut de gamme et à meilleure marge, au détriment des pièces moins coûteuses, historiquement liées à la stratégie commerciale de la société, mais en perte de vitesse. Approuvée par 80% des actionnaires, cette réorganisation se heurte cependant aux 200 membres et héritiers de la famille fondatrice, qui évoquent la nécessité d'une unanimité actionnariale pour une modification de cette ampleur.

### Cristal
La fabrication du cristal suit un procédé classique connu depuis longtemps dans l'art verrier. Les cristaux ont une structure ordonnée et symétrique en 3 D, le verre est une structure amorphe dont les atomes ne sont justement pas ordonnés. En d'autres termes, nommer un verre "cristal" est un non-sens.
Rappelons aussi que le verre cristal a été inventé au XVIIe siècle en Angleterre, que le strasbourgeois Georges Frédéric Strass (il n'a fait que populariser le verre au plomb comme substitut) est mort en 1773, et que l'instauration du brevet d'invention n'est apparue qu'en 1790 aux États-Unis et en 1791 en France.
Le champ était donc libre par la suite aux diverses verreries du XIXe siècle pour déposer divers brevets concernant le terme « cristal ».
De nombreux consommateurs ainsi que des bijoutiers ont pu critiquer le fait que la matière première reste du "cristal", qui en fait est un verre de structure amorphe, la matière première du strass. Jouant sur une image de marque très à la mode, Swarovski a pu faire passer des bijoux sertis de verre pour des bijoux sertis de cristaux.

### Publications
- Caroline Holmes, « Les Mondes du cristal Swarovski, Innsbruck » dans Folies et fantaisies architecturales d'Europe (photographies de Nic Barlow, introduction de Tim Knox, traduit de l'anglais par Odile Menegaux), Paris, Citadelles & Mazenod, 2008, p. 236-237  (ISBN 978-2-85088-261-6)
- Markus Langes-Swarovski (dir.), Daniel Swarovski : un monde de beauté, Paris, Thames & Hudson, 2005, 139 p.  (ISBN 2-87811-268-7)